# Parmoptila
Parmoptila es un género de aves paseriformes de la familia Estrildidae conocidas vulgarmente como estrildas piquifinas. Se encuentran en estado silvestre en África, comúnmente en los bosques húmedos de las tierras bajas tropicales y subtropicales. Fueron descritas en 1859 por el ornitólogo John Cassin en una publicación de la Academy of Natural Sciences of Philadelphia.

## Especies
Se reconocen las siguientes especies:
- Parmoptila woodhousei. Estrilda piquifina de Woodhouse.
- Parmoptila rubrifrons. Estrilda piquifina frentirroja.
- Parmoptila jamesoni. Estrilda piquifina de Jameson.